# Берег (Тихвинский район)
Берег — деревня в Пашозёрском сельском поселении Тихвинского района Ленинградской области.

## История
Деревня Першина упоминается на карте Новгородского наместничества 1792 года А. М. Вильбрехта.

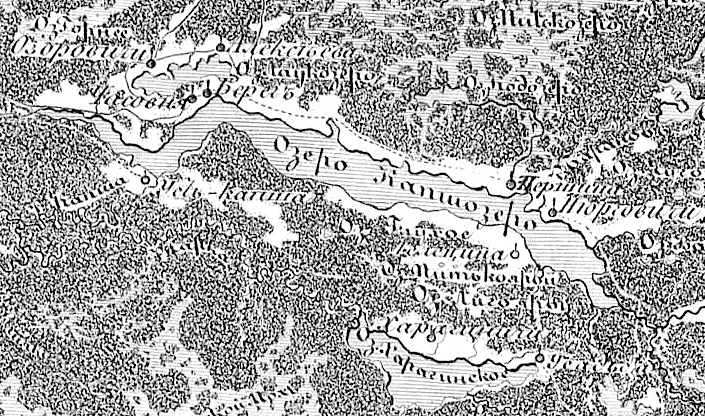
Деревня Першина (совр. Берег) на карте 1847 года

На семитопографической карте Новгородской губернии 1847 года она также обозначена как деревня Першина.

БЕРЕЖОК (БЕРЕЗСКОЕ, БЕРЕЗИНСКОЕ, БЕРЕГ, ПЕРШИНО) — деревня Нюрговского общества, прихода Хмелезерского погоста. Озеро Капшозеро. 

Крестьянских дворов — 9. Строений — 12, в том числе жилых — 10.

Число жителей по семейным спискам 1879 г.: 20 м. п., 30 ж. п.; по приходским сведениям 1879 г.: 17 м. п., 27 ж. п.

В конце XIX — начале XX века деревня административно относилась к Пелдушской волости 2-го земского участка 2-го стана Тихвинского уезда Новгородской губернии.

БЕРЕГ — деревня Нюрговского общества, дворов — 14, жилых домов — 14, число жителей: 37 м. п., 41 ж. п.
 
Занятия жителей — земледелие, лесные заработки. Озеро Капшозеро. Часовня. (1910 год)

Согласно карте Ленинградской области Северо-западного аэрогеодезического треста ГГУ издания 1932 года деревня насчитывала 9 крестьянских дворов.
По данным 1933 года деревня Берег входила в состав Алексеевского сельсовета Капшинского района.
По данным 1966, 1973 и 1990 годов деревня Берег входила в состав Алексеевского сельсовета Тихвинского района.
В 1997 и 2002 годах в деревне Берег Алексеевской волости постоянного населения не было.
В 2007 году в деревне Берег Пашозёрского СП проживал 1 человек, в 2010 году — постоянного населения не было.

## География
Деревня расположена в северо-восточной части района на автодороге 41К-895 (подъезд к дер. Корбеничи). Ранее она была связана дорогой с деревней Долгозеро.
Расстояние до административного центра поселения — 36 км.
Расстояние до ближайшей железнодорожной станции Тихвин — 137 км.
Деревня находится на восточном берегу озера Капшозеро.

## Демография
| 2007 | 2010 | 2017 |
| ---- | ---- | ---- |
| 1    | ↘0   | →0   |

### Национальный состав
Согласно данным Всероссийской переписи населения 2021 года в деревне проживал 1 человек, русский.

## Улицы
Мельничная.